# Rivaldo Coetzee
Rivaldo Coetzee (Kakamas, 16 ottobre 1996) è un calciatore sudafricano, difensore e mediano del Mamelodi Sundowns.

## Carriera

### Club
Mediano, ha cominciato la carriera da centrale di difesa militando nell'Ajax Cape Town.

### Nazionale
Ha esordito in nazionale nel 2014.

## Palmarès

### Club

#### Competizioni nazionali
- Premier Division (Sudafrica): 7

Mamelodi Sundowns: 2018-2019, 2019-2020, 2020-2021, 2021-2022, 2022-2023, 2023-2024, 2024-2025
- Coppa del Sudafrica: 1

Mamelodi Sundowns: 2019-2020

#### Competizioni internazionali
- African Football League: 1

Mamelodi Sundowns: 2023